# Poręby (Sanok)
Pour les articles homonymes, voir Poręby.
Poręby est une localité polonaise de la gmina de Besko, située dans le powiat de Sanok en voïvodie des Basses-Carpates.